# Nico Rienks
Nicolaas Hessel Rienks, plus connu sous le nom de Nico Rienks, est un rameur néerlandais né le 1er février 1962 à Tiel. 

## Biographie
Nico Rienks participe à l'épreuve de quatre de couple aux Jeux olympiques d'été de 1984 à Los Angeles et se classe neuvième. À Séoul pour les Jeux olympiques d'été de 1988, il s'engage dans le deux de couple avec Ronald Florijn et remporte le titre olympique. Lors des Jeux olympiques d'été de 1992 à Barcelone, il concourt à l'épreuve de deux de couple et remporte la médaille de bronze avec son partenaire Henk-Jan Zwolle. Il est enfin sacré champion olympique en huit lors des Jeux olympiques d'été de 1996 à Atlanta avec Diederik Simon, Michiel Bartman, Koos Maasdijk, Niels van der Zwan, Niels van Steenis, Ronald Florijn, Jeroen Duyster et Henk-Jan Zwolle. Lors de la même épreuve aux Jeux de 2000 à Sydney, il termine huitième.

## Palmarès
- Jeux olympiques d'été de 1988 à Séoul
  -  Médaille d'or en deux de couple

- Jeux olympiques d'été de 1992 à Barcelone
  -  Médaille de bronze en deux de couple

- Jeux olympiques d'été de 1996 à Atlanta
  -  Médaille d'or en huit